# Plouigneau
Plouigneau is een gemeente in het Franse departement Finistère, in de regio Bretagne. De plaats maakt deel uit van het arrondissement Morlaix. De bestaande gemeente Plouigneau is op 1 januari opgeheven en samen met de eveneens op die datum opgeheven gemeente Le Ponthou opgegaan in de commune nouvelle Plouigneau. De gemeente telde 5.039 inwoners op 1 januari 2022.

## Verkeer
In de gemeente ligt de spoorweghalte Plouigneau.

## Geografie
De oppervlakte van Plouigneau bedroeg op 1 januari 2022 64,82 vierkante kilometer; de bevolkingsdichtheid was toen 77,7 inwoners per km².

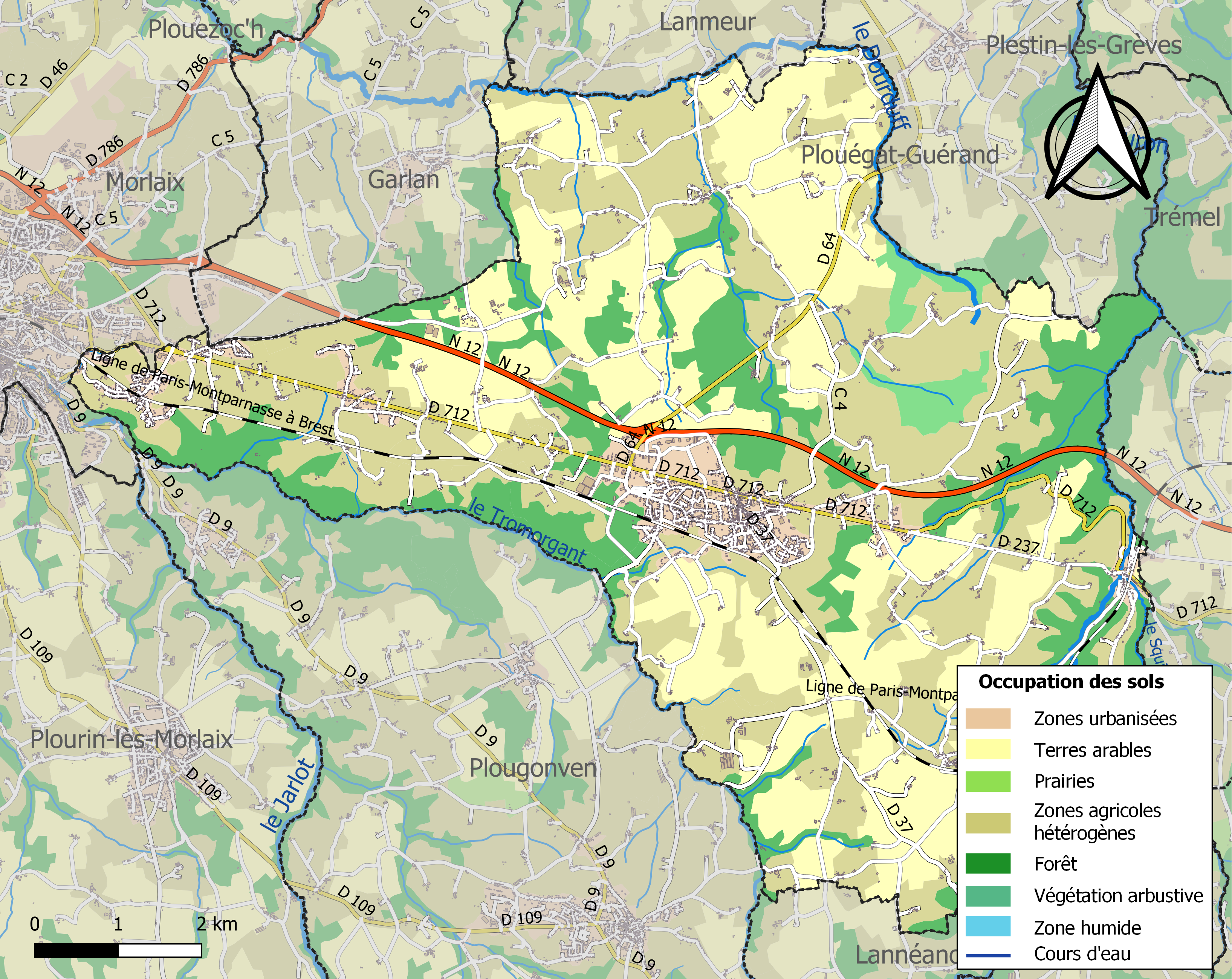
Kaart van de gemeente met belangrijkste infrastructuur, bodemgebruik en omliggende gemeenten

## Demografie
Onderstaande figuur toont het verloop van het inwonertal (bron: INSEE-tellingen).